# Rhachotropis integricauda
Rhachotropis integricauda is een vlokreeftensoort uit de familie van de Eusiridae. De wetenschappelijke naam van de soort is voor het eerst geldig gepubliceerd in 1948 door Carausu.